# Bobby Hutcherson
Robert "Bobby" Hutcherson (født 27 januar 1941 i Los Angeles, død 15. august 2016 Montara) var en amerikansk vibrafonist og marimbaspiller. 
Hutcherson lavede en del bemærkelsesværdige plader på pladeselskabet Blue Note i eget navn op igennem 1960'erne, bl.a.Components, hvor hans bedst kendte nummer "Little B´s Poem" optræder på. 
Han har spillet med Jackie McLean ,Andrew Hill, Eric Dolphy, Joe Chambers, Freddie Hubbard og Grachan Moncur,
McCoy Tyner, Tony Williams, Herbie Hancock og Joe Henderson.
Hutcherson var også med i filmen Round Midnight fra 1986.

## Diskografi
I eget navn:
- The Kicker
- Dialogue
- Components
- Happenings
- Stick-Up
- Oblique
- Patterns
- Total Eclipse
- Medina
- Now!
- San Francisco
- Head On
- Natural Illusions
- Live at Montreaux
- Cirrus
- Linger Lane
- Innerglow
- Montara
- The View from the Inside
- Waiting
- Knucklebean

Som musiker:
- Out to Lunce – Eric Dolphy
- One Step Beyond – Jackie McLean
- Destination Out – Jackie McLean
- Andrew – Andre Hill
- Judgment – Andrew Hill
- Mode For Joe – Joe Henderson
- Evolution – Grachan Moncur
- Lifetime – Tony Williams
- Time For Tyner – McCoy Tyner
- The Procrastinator – Lee Morgan
- Getting Around – Dexter Gordon
- Round Midnight – Herbie Hancock